# Modlimowo (gmina Karnice)
Modlimowo (niem. Muddelmow, Kreis Greifenberg) – wieś w północno-zachodniej Polsce, położona w województwie zachodniopomorskim, w powiecie gryfickim, w gminie Karnice.
Według danych pod koniec 2004 roku wieś miała 72 mieszkańców.
W latach 1946–1998 miejscowość administracyjnie należała do województwa szczecińskiego.